# Vladimir Kouroïedov
Vladimir Ivanovitch Kouroïedov (en russe : Владимир Иванович Куроедов), né soviétique le 5 septembre 1944 à Bambourovo, dans le Primorié, est un officier de marine russe. Il est le commandant-en-chef de la Marine russe qui est resté le plus longtemps en poste. Il est successivement chef d'état-major/1er vice-commandant de la Flotte de la Baltique, chef d'état-major/1er vice-commandant de la Flotte du Pacifique à partir de 1993 et Chef d'état-major général/1er vice-commandant en chef de la marine. Kouroïedov est diplômé de l’École navale supérieure du Pacifique S.O. Makarov, de l'Académie navale N.G. Kouznetsov et de l'Académie de l'état-major. Il termine sa carrière admiral flota.

## Biographie
Kouroïedov entre dans la Marine soviétique en 1962, il est diplômé de l’École navale supérieure du Pacifique S.O. Makarov en 1967. Il sert à bord de frégates dans la Flotte du Pacifique. En 1976-1978, il poursuit sa formation avec distinction à l'Académie navale Gretchko (renommée par la suite en l'honneur de l'amiral Kouznetsov). De 1979 à 1987, il sert dans la Flotte du Pacifique commandant une division de dragueurs de mines et est chef d'état-major de la flottille de Sakhaline. Entre 1987 et 1989, il étudie à l'Académie d'état-major Vorochilov à Moscou, dont il sort avec la médaille d'or et il est promu au grade de contre-amiral.
En 1993, il est nommé chef d'état-major de la Flotte de la Baltique puis commandant de la Flotte du Pacifique en 1994. Il est promu chef d'état-major de la Marine en 1997 puis commandant-en-chef de la Marine russe en novembre 1997. Kouroïedov est élevé au rang d'admiral flota en février 2000. Kouroïedov offre sa démission à la suite du naufrage du Koursk mais celle-ci est refusée.
Il est placé à la retraite à la veille de son 61e anniversaire le 5 septembre 2005, l'âge de la retraite pour les officiers supérieurs russes étant fixé à 60 ans (bien que la Président puisse prolonger leur période de service par périodes d'un an jusqu'à l'âge de 64 ans).
Certains observateurs prétendent que la mise en retraite de Kouroïedov est due aux nombreux échecs subis par la Marine sous son commandement, parmi lesquels le naufrage du Koursk et l’accident du AS-28 en août 2005 ou par la volonté du Président Poutine d'envoyer un message de discipline. La raison la plus simple étant que Poutine avait déjà prolongé la date de sa mise en retraite d'un an et qu'il ne souhaitait pas continuer à prolonger sa carrière.

## Honneurs et distinctions
- Ordre du Mérite pour la Patrie, 3e et 4e classes ;
- Ordre du Mérite militaire (1996)
- Ordre du Service pour la Patrie dans les Forces armées, 3e classe (1990)
- Médaille commémorative « 300 Ans de la Marine russe »
- Médaille « En Commémoration du 850e anniversaire de Moscou »
- Médaille « Pour la Valeur militaire » 1re classe (Ministère de la Défense)
- Médaille « Pour le renforcement de la coopération militaire » (Ministère de la Défense)
- Médaille « Pour diligence dans l'accomplissement des tâches de soutien technique » (Ministère de la Défense)
- Médaille « 200 Ans du Ministère de la Défense (Ministère de la Défense)
- Médaille commémorative « En commémoration du 100e anniversaire de la naissance de Vladimir Ilich Lénine »
- Médaille commémorative « Trente ans de la Victoire dans la Grande Guerre Patriotique 1941-1945 »
- Médaille « Vétéran des Forces armées de l'URSS »
- Médaille commémorative « 50 ans des Forces armées de l'URSS »
- Médaille commémorative « 60 ans des Forces armées de l'URSS »
- Médaille commémorative « 70 ans des Forces armées de l'URSS »
- Médaille « Pour service impeccable » 1re, 2e et 3e classes